# Friedrich Johannsen (Metallurge)
Friedrich Johannsen (* 17. September 1897 Gulde; † 5. Mai 1983 Konstanz) war ein deutscher Metallurgieingenieur und Professor an der Bergakademie Clausthal. Er ist der Erfinder des Krupp-Renn-Verfahrens und war maßgeblich an der Entwicklung des Wälzverfahrens beteiligt.

## Lebensweg
Friedrich Johannsen wurde am 17. September 1897 in Gulde, heute Teil von Stoltebüll, im Norden Schleswig-Holsteins, geboren. Nachdem er 1915 die Schule beendet hatte, wurde er bis zum Ende des Ersten Weltkriegs als Soldat eingezogen. Nach einem Semester an der Universität Kiel ging er 1919 zum Studium der Metallhüttenkunde an die Bergakademie Clausthal, wo er im Juli 1921 seinen Diplom-Abschluss machte.
Seine erste Stelle trat er im August 1921 als Produktionsingenieur bei den Zinn-Werken Wilhelmsburg an. Dort entwickelte er das Recycling von Metallen und führte seine ersten Forschungen über die Verflüchtigung von Zink beim Blasen von Messing in einem Konverter durch. Dieses Thema veranlasste ihn, an seine Universität zurückzukehren, wo er 1923 promovierte. Danach arbeitete er in den Grusonwerken in Magdeburg-Buckau, wo er im Jahr 1932 die Leitung der gesamten metallurgischen Abteilung übernahm. Zumindest Ende der 1930er Jahre lebte er in der Königgrätzer Straße 11, der heutigen Denhardtstraße, im Magdeburger Stadtteil Alte Neustadt. Er verließ das Stahlwerk 1945, nach dem Ende des Zweiten Weltkriegs. 
Im Jahr 1946 wurde er auf den Lehrstuhl für Metallurgie und Elektrometallurgie an die Bergakademie Clausthal berufen. Hier konnte er sein umfassendes Wissen über die Industrie weitergeben. Seine Forschung konzentrierte sich auf die extraktive Metallurgie von Nichteisenmetallen wie Blei, Zink und insbesondere Kupfer. Er verteidigte die Forderung nach Laborexperimenten, die den tatsächlichen Betriebsbedingungen so nahe wie möglich kommen sollten. Von 1950 bis 1952 war Johannsen für eine Amtszeit Rektor der Bergakademie Clausthal. Im Jahr 1962 ging er in den Ruhestand. 1963 verließ er Clausthal und zog nach Baden-Baden. Später ließ er sich in Konstanz nieder. Hier verstarb er am 5. Mai 1983.
In der Nachkriegszeit in Deutschland war er auch an der Neudefinition der Ziele und der Satzung des damaligen „Vereins Deutscher Berg- und Hüttenmänner“ (heute: Deutsche Mineralogische Gesellschaft) beteiligt. Die Gesellschaft verlieh ihm die „Georg-Agricola-Medaille“ für die Erfindung und Weiterentwicklung der Wälz- und Krupp-Renn-Verfahren. 1968 verlieh ihm die Fakultät für Bergbau und Hüttenwesen der TU Berlin den Titel eines Doktor-Ingenieurs honoris causa.

## Innovationen

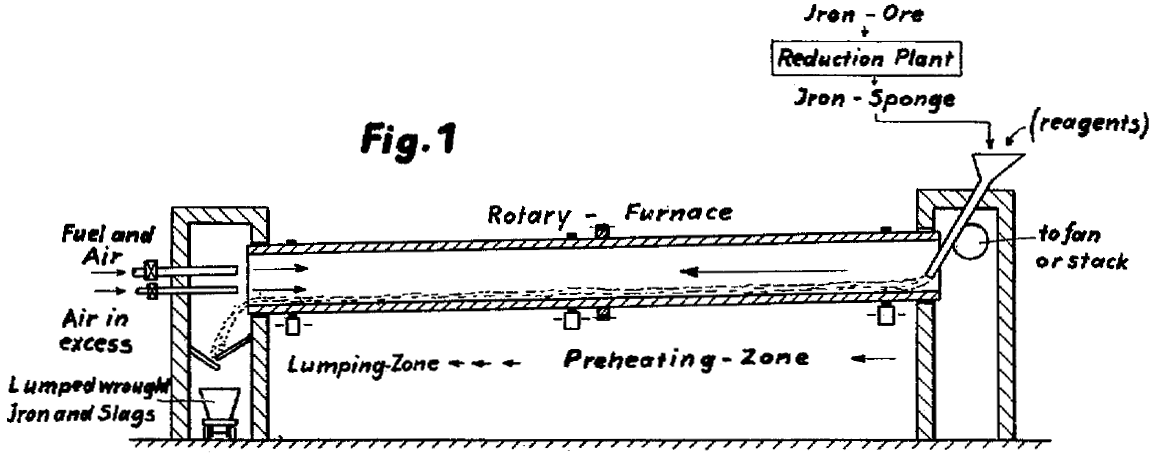
Das erste amerikanische Patent für das Krupp-Renn-Verfahren, 1934

Friedrich Johannsen entwickelte Anfang der 1930er-Jahre in der Versuchsanlage der Friedrich Krupp AG in Magdeburg-Buckau (Grusonwerk) das Krupp-Renn-Verfahren. Es stellt teilweise eine Übertragung der alten Rennarbeit auf den Drehrohrofen und damit in einen fortlaufenden Großbetrieb dar.

## Werke
- Das Krupp-Rennverfahren. In: Stahl und Eisen. Zeitschrift für das deutsche Eisenhüttenwesen. 54. Jahrgang, Heft 38, 1934, S. 974–976.